# Lúcio Aurélio Prisco
Lúcio Aurélio Prisco (em latim: Lucius Aurelius Priscus) foi um senador romano da gente Aurélia nomeado cônsul sufecto antes de junho de 67 com Fonteio Capitão. Nada mais se sabe sobre ele.